# ヴァーレンドルフ郡
ヴァーレンドルフ郡 (ドイツ語: Kreis Warendorf) は、ドイツ連邦共和国ノルトライン＝ヴェストファーレン州ミュンスター行政管区に属すミュンスターラントの郡である。本郡は、1975年１月１日にミュンスター/ハム法による郡域再編の際に成立した。

## 地理

### 位置
郡域は主に平坦なミュンスターラントの公園風の地形である。最も高い山は、高さ 173 m のエルデのマッケンベルクを含むベックマー山である。
郡域内で最も大きな川は、東西に流れるエムス川と、アーレンとヴァーデルスローで南の郡境をなしているリッペ川である。

### 隣接する郡および郡独立市
ヴァーレンドルフ郡は、北東から時計回りに以下の郡および郡独立市と境を接している: オスナブリュック郡（ニーダーザクセン州）、ギュータースロー郡、ゾースト郡、郡独立市ハム、コースフェルト郡、郡独立市ミュンスター、シュタインフルト郡（以上、いずれもノルトライン＝ヴェストファーレン州）。

## 歴史
現在のヴァーレンドルフ郡は1975年1月1日にミュンスター/ハム法に基づき、旧ベックム郡とヴァーレンドルフ郡とが合併して成立した。さらにそれまでリューディングハウゼン郡に属していたドレンシュタインフルトおよび廃止されたミュンスター郡に属していたアルバースロー、リンケローデ、テルクテが本郡に編入された。旧ヴァーレンドルフ郡のヴェストベーヴェルンはテルクテに、オステンフェルデがエニガーローに合併した。アイネン、フレッケンホルスト、ミルテはヴァーレンドルフ市に編入された。アムト・ベーレンとアムト・オストベーヴェルンは廃止された。

## 住民

### 人口推移
| 年   | 人口（人） |
| ---- | ---------- |
| 1975 | 242,195    |
| 1980 | 247,941    |
| 1985 | 247,357    |
| 1990 | 257,028    |
| 1995 | 272,534    |
| 2000 | 280,443    |
| 2005 | 283,395    |
| 2010 | 278,145    |

## 行政

ヴァーレンドルフ郡のロゴ

### 郡長
- 1953年 - 1975年: ヨーゼフ・ヘヒスト (CDU)
- 1975年 - 1993年: ヨーゼフ・プレダイク (CDU)
- 1993年 - 1999年: フランツ＝ヨーゼフ・ハルバウム (CDU)
- 1999年 - 2006年: ヴォルフガング・キルシュ (CDU)
- 2006年以降: オラフ・ゲーリケ (CDU)

### 上級行政官
- 1975年 - 1986年: ヴィンフリート・シュルテ
- 1987年 - 1999年: ヴォルフガング・キルシュ (CDU)

### 郡議会
2014年9月現在の政党別議員数を以下に示す。
| CDU | SPD | GRÜNE | FDP | FWG | AfD | DIE LINKE | 無所属             | 合計 |
| --- | --- | ----- | --- | --- | --- | --------- | ------------------ | ---- |
| 25  | 14  | 6     | 3   | 3   | 2   | 2         | 1 後に海賊党に入党 | 56   |

### 紋章
赤地に金の波帯。その両側に金のロゼッタ模様。
郡の紋章は、旧ベックム郡の紋章と旧ヴァーレンドルフ郡の紋章とを組み合わせたものである。赤と金の配色は、1803年まで両郡の郡域が属していたミュンスター司教領の色である。旧ベックム郡の紋章から採られた波帯は、水の豊かなベックマー丘陵とその主要な川であるヴェルゼ川を示している。旧ヴァーレンドルフ郡の紋章から採られた日輪（ロゼッタ模様）は、ヴァーレンドルペ代官家の家紋に基づいている。
この紋章は1976年5月20日に認可された。

### 姉妹地域
- ミューリッツ郡（ドイツ語版、英語版）（ドイツ、メクレンブルク＝フォアポンメルン州）

## 経済と社会資本

### 交通
本郡は、郡南部にベックム・インターチェンジとエルデ・インターチェンジを持つ連邦アウトバーン A2号線によって結ばれている。郡の西側面を連邦アウトバーン A1号線がかすめている。郡内（アーレンとドレンシュタインフルト）にインターチェンジはなく、隣のコースフェルト郡からアクセスする。このほかに、数多くの連邦道（B51, B58, B61, B64, B475, B476号線）や州道によって結ばれてもいる。
2本の広域鉄道およびレギオナルエクスプレス、1本の支線が本郡の旅客鉄道である。
- ビーレフェルト - ハム線: エルデ駅、ノイベックム駅、アーレン (ヴェストファーレン) 駅
- ハム - ミュンスター - オスナブリュック線: メルシュ駅、ドレンシュタインフルト駅、リンケローデ駅、ヴェストベーヴェルン駅、オストベーヴェルン駅
- ビーレフェルト - ミュンスター線: ベーレン駅、ヴァーレンドルフ駅、レストルプ＝エーファースヴィンケル駅（臨時駅）、テルクテ駅

ノイベックム - ベックム線、ノイベックム - エニガーロー線、ミュンスター - ノイベックム線、ベックム - リップシュタット - ヴァールシュタイン線はヴェストファーレン地方鉄道によって貨物列車のみが運行している。
郡内のバス交通はおもにミュンスターラント地域交通 (RVM) によって運営されている。重要な路線は1時間ごとに運行している。周縁部の市町村では、隣接する郡のバス会社も一部見られる。いくつかのバス路線は、小型バスによるオンデマンド運行を行っている（「タクシーバス」）。

### 病院
- 聖フランツィスクス病院、アーレン - 総合病院
- 聖フランツィスクス子供クリニーク、アーレン - 総合病院、出生前医療に重点を置いている
- 聖エリーザベト病院、ベックム - 総合病院
- マリエン病院、エルデ - 総合病院
- 聖ヨーゼフ会、ゼンデンホルスト - 整形外科、外傷科、リウマチ科の専門病院
- 聖ロクス病院、テルクテ - 精神科、精神身体科、精神療法科の専門病院
- ヨーゼフス病院、ヴァーレンドルフ - 総合病院
- クニリーク・ヴァルステッデ、ドレンシュタインフルト - 小児・若年精神科、精神療法科、精神身体科の専門病院

### ナンバープレート
旧ヴァーレンドルフ郡は1956年7月1日に現在も使用されている WAF をナンバープレートの略号に用いた。旧ヴァーレンドルフ郡廃止後、新郡がこの略号を引き継いでいる。
旧ベックム郡の自動車は、2014年4月22日以降、BEの略号を用いている。

## 市町村
ヴァーレンドルフ郡は、13市町村で構成されている。このうち、4市が中規模郡所属市に分類される。
| 市 1. アーレン (Ahlen 53,278)、中規模郡所属市 2. ベックム (Beckum 37,452)、中規模郡所属市 3. ドレンシュタインフルト (Drensteinfurt 15,865) 4. エニガーロー (Ennigerloh 19,812) 5. エルデ (Oelde 29,783)、中規模郡所属市 6. ザッセンベルク (Sassenberg 14,566) 7. ゼンデンホルスト (Sendenhorst 13,760) 8. テルクテ (Telgte 20,301) 9. ヴァーレンドルフ (Warendorf 37,847)、中規模郡所属市 町村 1. ベーレン (Beelen 6,217) 2. エーヴァースヴィンケル (Everswinkel 9,797) 3. オストベーヴェルン (Ostbevern 11,690) 4. ヴァーデルスロー (Wadersloh 12,927) ( )内の数値は、2023年12月31日現在の人口である。 |

## 原典
1. ↑  Information und Technik Nordrhein-Westfalen: Kommunalprofil Kreis Warendorf（2017年1月10日 閲覧）
2. 1 2  Bevölkerung der Gemeinden Nordrhein-Westfalens am 31. Dezember 2023 – Fortschreibung des Bevölkerungsstandes auf Basis des Zensus vom 9. Mai 2011
3. ↑  Gesetz zur Neugliederung der Gemeinden und Kreise des Neugliederungsraumes Münster/Hamm (Münster/Hamm-Gesetz)（2017年1月10日 閲覧）
4. ↑  Statistisches Bundesamt (Hrsg.): Historisches Gemeindeverzeichnis für die Bundesrepublik Deutschland. Namens-, Grenz- u. Schlüsselnummernänderungen bei Gemeinden, Kreisen u. Reg.-Bez. vom 27.5.1970 bis 31.12.1982. Kohlhammer, Stuttgart/Mainz 1983, ISBN 3-17-003263-1, S. 318 f.
5. ↑  Landesdatenbank Nordrhein-Westfalen